# Łęczna
Łęczna [ˈwɛnʧna] ist eine Stadt in der Woiwodschaft Lublin in Polen. Sie ist Sitz des Powiat Łęczna und der gleichnamigen Stadt-und-Land-Gemeinde mit etwa 23.500 Einwohnern.

## Geschichte
Die erste urkundliche Erwähnung eines Ortes an der Stelle des heutigen Łęczna stammt aus dem Jahr 1350. 1467, nachdem der ursprüngliche Eigentümer des Ortes seinen Besitz verkauft hatte, wurde auf Grund von Bemühungen des Burgvogts Jan von Teczyn am Fluss Wieprz und der Mündung des Flusses Świnka eine Stadt errichtet. Sie erhielt den Namen der bereits existierenden Pfarrgemeinde Łęczna. Der Ort erhielt das Stadtrecht nach Magdeburger Recht und 1582  das Recht, zwei Jahrmärkte pro Jahr abzuhalten. 1564 und 1569 brachen große Brände in der Stadt aus. 1582 erhielt der inzwischen wieder gewechselte Eigentümer das Recht, zwei weitere Jahrmärkte abzuhalten. Dies ließ die Stadt weiter wachsen. 1616 und 1638 brachen erneut große Brände aus, stoppten das Wachstum der Stadt aber nur unwesentlich. Die Stadt profitierte vom regen Handel, an welchem auch Händler anderer Länder teilnahmen. So wurden das Schloss und das Rathaus gebaut. 1693 und 1710 brachen Epidemien in der Stadt aus. 1795 fiel die Stadt an das Habsburger Reich. 1942 während des Zweiten Weltkrieges wurde in der Stadt ein Ghetto errichtet. In den 1960er Jahren begann nahe Łęczna der Abbau von Steinkohle.

## Sehenswürdigkeiten

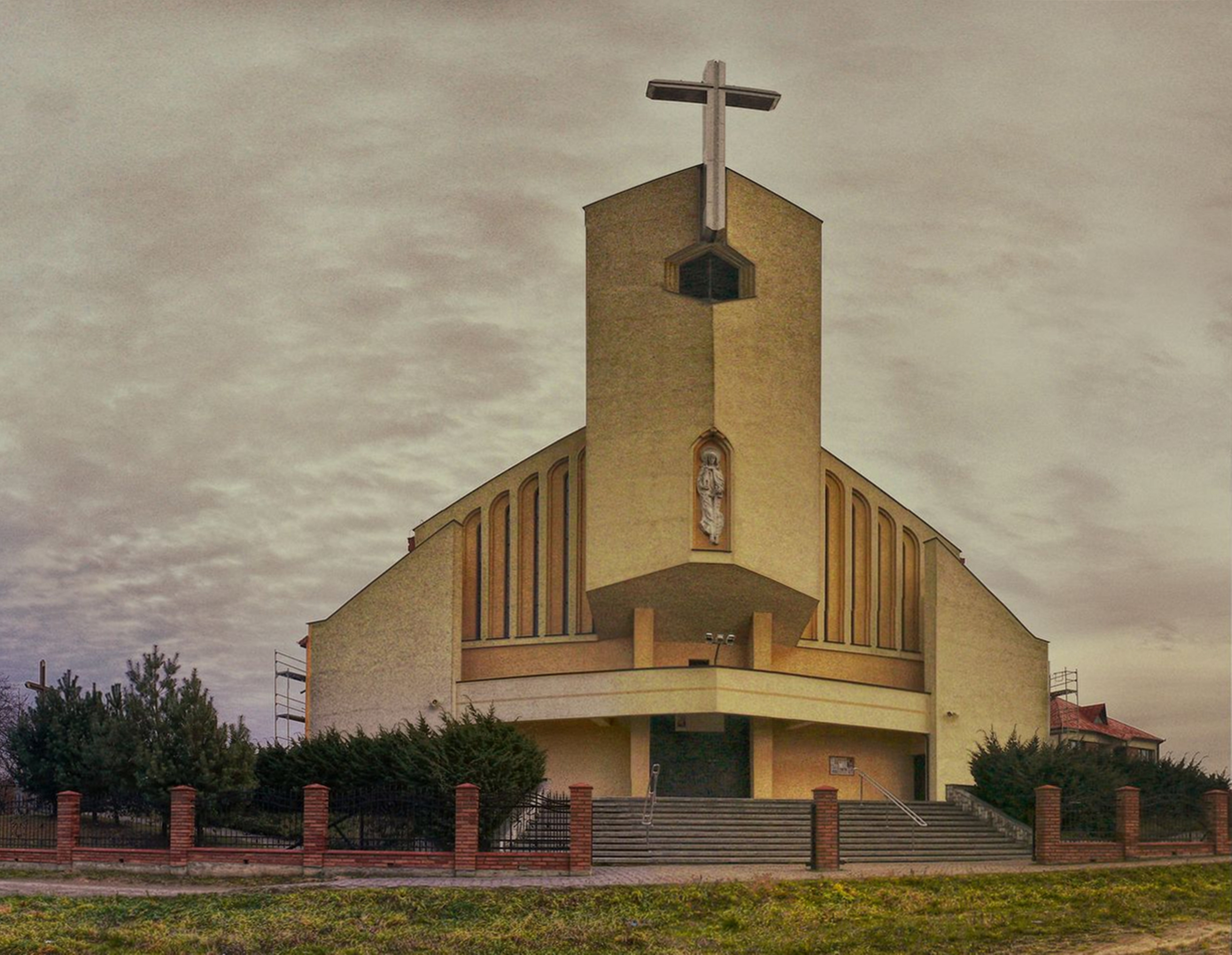
Kirche St. Barbara in Łęczna

- die Kirche der Heiligen Maria (17. Jahrhundert)
- die Große Synagoge (17. Jahrhundert)
- der Glockenturm (Ende 18. Anfang 19. Jahrhundert)
- die kleine Synagoge (19. Jahrhundert)
- das Rathaus (19. Jahrhundert)
- das Regionalmuseum

## Gemeinde Łęczna
Zur Stadt-und-Land-Gemeinde Łęczna gehören neben der Stadt 16 weitere Dörfer.

### Partnergemeinden
- Hajduhadhaz (Ungarn)
- Treviolo (Italien)